# 国本梨紗
国本 梨紗（くにもと りさ、2003年〈平成15年〉4月10日 - ）は、日本のタレント、女優。長野県北安曇郡白馬村出身。アミューズ所属。

## 来歴
実家はペンションで、父親は元モーグル選手、母親はスノーボーダー。年齢が10歳離れている妹や弟もスキーヤーで、梨紗も白馬村のゲレンデで滑り、小学生の時にはサッカー、中学になると陸上競技、高校でフットサルを経験した。
小学6年の時に親戚の家に遊びに東京に来た際、ショッピングモールで開催されていたアミューズのオーディションを受けて合格したのがきっかけでタレントを志す。中学卒業後に上京し、初仕事は高校1年の時に出演した生活協同組合コープながののテレビCM。
2021年9月から高校3年生で情報番組『ズームイン!!サタデー』（日本テレビ）の9月の月替わりお天気キャスターを務めるが、現役の女子高生がお天気キャスターを務めるのは同番組史上初だった。2022年1月より、正式メンバー入り。
2023年4月、出身地である白馬村初の観光大使に就任した。任期は3年。

## 人物
- 2021年時点で公表されているスリーサイズは、B80cm、W60cm、H80cm[1]。
- 趣味は漫画とサッカー。特技はスタジオジブリ作品のものまね[1]。
- スキーの腕前は上級者クラス。
- 好物はタコス。嫌いな食べ物はひじき。

## 出演

### テレビ番組
- 第7キングダム（2020年5月3日・17日・24日、日本テレビ） - しもふりゲームメーカー
- 千鳥かまいたち（2021年2月28日、日本テレビ）
- あざとくて何が悪いの？（2021年7月3日、テレビ朝日）
- 超無敵クラス（2021年4月10日 - 5月1日・10月5日 - 、日本テレビ）
- ズームイン!!サタデー（日本テレビ） - 月替わりお天気キャスター（2021年9月）、レギュラー（2022年1月以降）
- ワイドナショー（2022年1月30日・5月8日・7月3日・8月7日・10月9日、11月20日・2023年2月12日、4月9日、フジテレビ） - ワイドナティーン
- THE突破ファイル（2022年3月24日、日本テレビ）
- The Gift（2022年3月28日、日本テレビ）
- アッコにおまかせ!（2022年4月3日、TBSテレビ）
- ラヴィット!（2022年8月4日、9月23日、2023年3月24日、3月31日、4月14日、4月28日、5月5日、5月12日、5月19日、TBS）[4]
- NABE（2022年3月31日 - 、NHK）
- いきざま大図鑑（2022年4月10日、日本テレビ）
- SENKYOが好きすぎる!（2022年6月19日、NHK）
- 秘密のケンミンSHOW 極（2022年10月13日・11月17日、2023年5月11日、読売テレビ）
- 踊る!さんま御殿!!（2022年10月11日・11月22日、2023年9月26日、日本テレビ）
- プレミアの巣窟（2022年10月2日-、フジテレビ）- アシスタントMC
- カズレーザーと学ぶ。（2023年2月7日、日本テレビ）
- くりぃむクイズ　ミラクル9（2023年2月8日、3月8日、テレビ朝日）
- サンデーPUSHスポーツ（2023年3月19日、日本テレビ）
- ダウンタウンDX（2023年4月27日、2024年9月26日、読売テレビ）
- ニンゲン観察バラエティ モニタリング（2023年4月27日、TBSテレビ）
- 水曜日のダウンタウン（2023年5月10日、TBSテレビ）
- NEXT TRIP ～心アガる香港！ひとり女子旅 前編・後編～（2023年10月19日・26日、BS12 トゥエルビ）[5][6][注釈 1]
- PUSH MAN ～長崎で推しを見つけてみた件～（2023年12月22日、テレビ長崎）
- キニナル香港（2024年4月4日 - 、フジテレビ） - 旅人[11]

### テレビドラマ
- 卒業式に、神谷詩子がいない（2022年2月27日 - 3月27日、日本テレビ） - 同級生 役
- 東京ヌードル（2024年7月14日 - 、BSフジ） - 広瀬咲 役[12]

### ラジオ番組
- なえなののブカピなの（2021年12月8日・15日、ABCラジオ）
- パンサー向井の＃ふらっと（2023年4月11日、TBSラジオ）
- 地方創生プログラム ONE-J（2023年10月15日※裏送り、2025年8月10日「出張！おでかけレポート」[杉並区阿佐ヶ谷から中継]、TBSラジオ）

### CM
- 生活協同組合コープながの
  - 「なんなの」篇（2020年）
  - 「地域のつなぎ役・ドヤ顔」篇、「つながりって大事・AI」篇、「つながりって大事・ドローン」篇（2021年）
- 積水ハウス 「少女の成長」篇 （2021年）
- A-PAB 広報動画「青春はいつだって、高画質　衛星放送。」（2022年）※Web[13][14]
- JR東日本 ふるさと納税（2023年6月 - ）「おいしいループ篇」「オリジナル返礼品篇」

### スチール・広告
- シチズン時計「Made by U25 project」（2022年）[15]

### WEB
- 若い世代向け新サービス NHK「「NABEパ!」」（2021年3月28日 - 、YouTube）- 双方向型ライブ配信[16]
- HOUYHNHNM（フイナム） 「路地裏てぃーん。 60人目 国本梨紗 18歳」（2021年9月15日）

### イベント
- Rakuten GirlsAward 2022 AUTUMN/WINTER（2022年10月8日、幕張メッセ国際展示場 9～11ホール）
- InterBEE 2022（2022年11月17日、幕張メッセ）

## 書籍

### 雑誌・新聞
- bis 2022年9月号（2022年8月1日、光文社）

### 連載
- 国本梨紗のくにもとりっぷ（2023年10月5日 - 、MGプレス） - 月1回・コラム[17]